# Evan Dorkin
Evan Dorkin (Brooklyn, 20 aprile 1965) è un fumettista e animatore statunitense.
Noto soprattutto per aver creato Milk & Cheese e Dork, i suoi fumetti deridono frequentemente i fandom nonostante sia un fan degli stessi. I suoi disegni vengono solitamente colorati dalla moglie Sarah Dyer.

## Biografia
Evan Dorkin è nato a Brooklyn, New York, e si è trasferito con la sua famiglia a Staten Island quando aveva 13 anni. È cresciuto leggendo fumetti di supereroi (in particolare Marvel e DC), riviste Mad Magazine e titoli umoristici di Archie Comics e Harvey Comics. Successivamente, Dorkin si è appassionato maggiormente ai fumetti quando il rivenditore Jim Hanley ha aperto un negozio vicino al suo liceo, finendo per lavorare lì. Al liceo, Dorkin ha frequentato corsi di animazione aspirando nel frequentare il dipartimento di animazione della Scuola di Arti Visive, tuttavia non fu accettato. Dorkin ha deciso quindi di frequentare la Tisch School of the Arts dell'Università di New York, tuttavia nel frattempo ha cambiato la sua passione dall'animazione al fumetto.
Dorkin è sposato con la collega Sarah Dyer, dalla quale ha avuto una figlia di nome Emily.

## Carriera
I primi fumetti solisti pubblicati da Dorkin sono stati Pirate Corp$ (in seguito rinominato Hectic Planet), pubblicato prima da Eternity Comics e poi da Slave Labor Graphics dal 1987 al 1989; e una varietà di titoli per Milk & Cheese, pubblicati dalla Slave Labor Graphics dal 1991 al 1997.
Oltre al suo lavoro per i fumetti, Dorkin e sua moglie Sarah Dyer hanno sceneggiato diversi episodi della serie animata Space Ghost Coast to Coast di Cartoon Network. Negli anni '90, Dorkin ha disegnato le copertine di numerose compilation ska. Successivamente ha sceneggiato e prodotto l'episodio pilota Welcome to Eltingville, basato sui suoi personaggi. Nel 2000, Dorkin ha scritto Superman and Batman: World's Funnest, fumetto disegnato da vari artisti. Nel 2006, Dorkin e Dyer hanno lavorato come scrittori freelance per la versione inglese dell'anime Shin Chan, dove hanno scritto materiale per i primi sei episodi della serie.

## Filmografia

### Attore

#### Televisione
- The Anti Gravity Room - serie tv, 4 episodi
- InkSwell - documentario (2004)

### Sceneggiatore
- Space Ghost Coast to Coast – serie animata, 16 episodi (1994-1999)
- Superman - serie animata, 4 episodi (1997-1998)
- Batman of the Future - serie animata, 1 episodio (1999)
- Welcome to Eltingville - episodio pilota (2002)
- Shin Chan - serie animata, 6 episodi (2002)
- Yo Gabba Gabba! - serie animata, 4 episodi (2009-2010)
- Metal Men - miniserie televisiva, 4 episodi (2009-2010)
- Ben 10 - serie animata, 1 episodio (2017)

### Doppiatore
- Welcome to Eltingville - episodio pilota (2002)